# Chevalier (pel·lícula de 2015)
Chevalier és una pel·lícula de comèdia grega del 2015 dirigida per Athina Rachel Tsangari i coescrita per Tsangari i Efthimis Filippou. Es va projectar a la secció Contemporary World Cinema del Festival Internacional de Cinema de Toronto de 2015. Va ser seleccionada com a entrada grega per al Millor pel·lícula en llengua estrangera als Premis Oscar de 2016 però no va ser nominada. Ha estat subtitulada al català.

## Argument
Sis homes, el Doctor, Iorgos, Josef, Dimitris, Iannis i Christos, gaudeixen d'una excursió de pesca al mar Egeu en un iot de luxe. Tots els homes estan relacionats ja sigui professionalment o personalment: El Doctor és company de treball i mentor de Christos, l'antic xicot de la seva filla Anna; Iannis és el gendre del Doctor; Dimitris és el germà de Iannis; i Josef i Iorgos són socis molt amics del Doctor.
L'última nit abans de sortir a un viatge de diversos dies de tornada a Atenes juguen a un joc en què un jugador pensa en una persona al vaixell i els altres han de fer preguntes metafòriques com ara quin tipus d'animal o fruita seria per endevinar la persona en la qual està pensant el jugador. En Josef se sent ofès quan en Iorgos endevina que és la persona en qüestió que s'assembla a una pinya. Josef endevina correctament que la persona que és una pinya és el grumet. De cop, Iorgos deixa de jugar dient que en Josef no és el millor, només és la persona que és millor en aquest joc en particular.
Intentar decidir un joc alternatiu per jugar, Christos suggereix que juguin a un joc que va jugar l'any anterior anomenat Chevalier. A Chevalier, els homes estableixen tasques perquè tots les realitzin i qui guanyi més rondes guanya un anell de segell de Chevalier. Iorgos accepta jugar, però només si els homes competeixen per qui és el millor en general, és a dir, no sols es jutjaran mútuament per les tasques, sinó també per la seva personalitat i hàbits amb qualsevol cosa per jugar. L'únic que té un anell de cavaller és el Doctor, però com que es nega a prestar el seu anell al guanyador, decideixen que es comprarà un anell quan el grup arribi a Atenes.
Els homes de seguida comencen a jutjar-se per com dormen, què porten, com beuen el cafè. Cada concursant també selecciona una competició per a tots els homes per competir, incloent-hi qui pot netejar més ràpid i qui pot saltar pedres millor. Per la seva competició, Iannis tria que els homes facin fotos del seu penis completament erecte per jutjar qui té el més gran. Només Josef és incapaç d'aconseguir una erecció, i es molesta.
Un cop atracats a Atenes, els homes decideixen romandre a bord uns quants dies més per completar la competició. El metge extreu sang per a cadascun dels homes però Dimitris es nega a que li prenguin sang, cosa que li perd punts a la competició. Christos està molest al descobrir que té el colesterol alt. Durant el sopar, Dimitris prepara una actuació de Lovin' You amb la qual sincronitza els llavis. Volent animar el seu germà Iannis encén espurnes i balla darrere seu al moll. Després de l'actuació, el Doctor rebutja fredament en Iannis per ser descuidat amb les espurnes. Enfurismat, Iannis ataca el Doctor acusant-lo de no agradar-li perquè la seva filla Anna és infèrtil. Aleshores es burla de Christos dient-li que l'Anna compartia les seves inadequacions sexuals amb Iannis i junts es burlaven d'ell. Christos s'enfada i ataca en Iannis i els dos homes han de ser separats.
Abans de la competició final, Iorgos prepara un discurs on els diu als homes que comparteix un moment especial amb tots ells durant el viatge. Aleshores es talla la mà i demana als homes que es converteixin en germans de sang amb ell. Tots els homes es neguen, excepte Dimitris que accepta el pacte de sang. En lloc de tallar-se la mà, s'abaixa els pantalons i es talla la galta superior del cul abans d'agafar la mà de Yorgos i aplaudir-li per fer-los germans de sang.
A la cuina, el cuiner i el seu ajudant comencen a jugar a Chevalier l'un contra l'altre, amb l'ajudant acoblant punts del seu patró perquè està calb.
Fora els homes, després d'haver acabat el joc, desembarquen del vaixell i es dirigeixen als seus cotxes per tornar a casa. En Iorgos puja a la seva moto, amb l'anell de chevalier brillant a la mà.

## Repartiment
- Iorgos Kendros com el Doctor
- Panos Koronis com a Iorgos
- Vangelis Mourikis com a Josef Nikolaou
- Makis Papadimitriou com a Dimitris
- Yorgos Pirpassopoulos com a Iannis
- Sakis Rouvas com a Christos
- Giannis Drakopoulos com a Comissari
- Nikos Orphanos com el capità
- Kostas Filippoglou com el cuiner

## Llançament
Chevalier es va estrenar al Festival Internacional de Cinema de Locarno el 12 d'agost de 2015 abans de ser estrenada a les sales de Grècia el 26 de novembre de 2015. Es va estrenar a Alemanya el 21 d'abril de 2016 i va tenir una crítica positiva a Der Spiegel .

### Recepció crítica
La pel·lícula va rebre ressenyes positives de la crítica. A Rotten Tomatoes, la pel·lícula té una puntuació del 82% basada en 68 ressenyes, amb una valoració mitjana de 6,8/10. Metacritic informa d'una puntuació de 76 sobre 100 basada en 18 crítiques, indicant "crítiques generalment favorables".

## Reconeixements
Va ser nomenada Millor pel·lícula de la Competició Oficial al Festival de Cinema de Londres, el 17 d'octubre de 2015. El jurat la va descriure com "una comèdia hilarant i una declaració profundament inquietant sobre la condició d’humanitat occidental."